# Велика хумка
Велика хумка је археолошки локалитет у Србији који се налази у долини реке Моравице, у атарима села Пилатовићи и Прилипац, недалеко од Пожеге. Сачињава га праисторијска некропола из старијег гвозденог доба у чијем средишту се налази велика кнежевска гробница. Данас се налази под заштитом државе, као археолошко налазиште од изузетног значаја.

## Опис локалитета и пронађених налаза
Након Другог светског рата, током рекогносцирања долине Моравице, на десној обали реке је откривена некропола великих размера коју је сачињавало 17 тумулa са већим бројем гробних хумки. Сами гробови су имали камене ободе, спалишта и просторе за жртвовање у средини, а прављени су слагањем камења. Током 1977. и 1978. године на локалитету Трњаци је археолошки истражена велика хумка, која се налазила у средишту целог комплекса. У њеној унутрашњости је пронађена камена гробница направљена од комада извађених из реке, који су крупнији од оних коришћених у прављењу осталих. Унутар ње, пронађени су спаљени остаци мушкарца, за кога се, на основу димензија хумке и пронађених налаза, сматра да је био кнез. У зони изнад њега, пронађен је женски гроб са богатим прилозима.
Од значајнијих материјалних налаза, пронађени су:
- египатски скарабеј, уз спаљене остатке кнеза
- златни раскошни накит, астрагални појас и украси са одеће, уз женску особу

као и бронзано посуђе, које је највероватније грчког порекла, које је било ритуалног карактера.
На основу карактеристика саме кнежевске гробнице и на основу пронађених предмета, она се датира на крај VI и почетак V века п. н. е, док присуство предмета страног порекла указује на развијене трговачке везе тог доба.